# Mackay (Idaho)
Mackay es una ciudad ubicada en el condado de Custer en el estado estadounidense de Idaho. En el Censo de 2010 tenía una población de 517 habitantes y una densidad poblacional de 233,47 personas por km².

## Geografía
Mackay se encuentra ubicada en las coordenadas 43°54′42″N 113°36′43″O / 43.91167, -113.61194. Según la Oficina del Censo de los Estados Unidos, Mackay tiene una superficie total de 2.21 km², de la cual 2.21 km² corresponden a tierra firme y (0%) 0 km² es agua.

## Demografía
Según el censo de 2010, había 517 personas residiendo en Mackay. La densidad de población era de 233,47 hab./km². De los 517 habitantes, Mackay estaba compuesto por el 98.84% blancos, el 0.19% eran afroamericanos, el 0.58% eran amerindios, el 0% eran asiáticos, el 0% eran isleños del Pacífico, el 0% eran de otras razas y el 0.39% pertenecían a dos o más razas. Del total de la población el 0.97% eran hispanos o latinos de cualquier raza.